# Pseudadimonia dilatata
Pseudadimonia dilatata es una especie de insecto coleóptero de la familia Chrysomelidae.
Fue descrita científicamente en 1991 por Jiang.